# Los chicos del Preu

Los chicos del preu est un film espagnol réalisé par Pedro Lazaga sorti en Espagne en 1967.

## Synopsis
A Madrid, en 1967, la vie quotidienne d'un groupe de jeunes gens qui suivent les cours de la classe préparatoire à l'entrée à l'université.

## Fiche technique
- Titre Los chicos del preu
- Réalisation : Pedro Lazaga
- Scénario et dialogues : Rafael J. Salvia, Antonio Vich, José Luis Garci & Pedro Masó
- Musique : Antón García Abril
- Décors : Calos Viudes, Antonio Simont
- Costumier : H. Conejo
- Photographie : Juan Mariné
- Son : Jaime Torrens
- Montage : Alfonso Santacana
- Production : Pedro Masó
- Sociétés de production : C.B. Films, Pedro Masó Producciones Cinematograficas
- Société de distribution : Video Mercury Films
- Pays :  Espagne
- Format : 35 mm, Eastmancolor, Son mono
- Genre : comédie
- Durée : 89 minutes
- Dates de sortie : 
  - 1er septembre 1967 à Barcelone
  - 25 septembre 1967 à Madrid
- Classification : pour tous lors de sa sortie nationale

## Distribution
- María José Goyanes : Alejandra Jiménez Salvador dite Talento
- Emilio Guttiérez Caba : Andrés Martín Alonso dit Tomelloso
- José Luis López Vázquez : Le père de Lolo
- Alfredo Landa : Enrique
- Alberto Closas : Don José Alcaraz
- Karina : Yolanda Baeza Márquez dite Yoyo